# Lijst van internationale scholen in Nederland
Dit is een lijst van internationale scholen in het Koninkrijk der Nederlanden, gerangschikt per stad of regio.

## Nederland

### Amsterdam
- Amity International School Amsterdam, in Amstelveen
- Amsterdam International Community School (AICS)
- British School of Amsterdam
- Europaschool (basisschool)
- International School of Amsterdam, in Amstelveen
- Japanse School van Amsterdam
- Lycée Vincent van Gogh (Frans)

### Almere
- International School Almere (Primary and Secondary)

### Arnhem
- Rivers International School Arnhem (Primary / Secondary)

### Bergen (Noord-Holland)
- Europese School Bergen

### Boskoop
- Internationale Christelijke School De Ceder

### Breda
- International School Breda

### Brunssum
- AFNORTH International School

### Delft
- International School Delft

### Den Bosch
- Koning Willem I College

### Den Haag
- British School in the Netherlands (BSN)  (basisschool en middelbare school in Den Haag / Voorschoten)
- European School The Hague
- Deutsche Internationale Schule Den Haag
- Haagsche Schoolvereeniging International Department
- The International School of The Hague
- Lighthouse Special Education
- Lycée Vincent van Gogh (Frans)
- Mondriaan International Business School
- Mondriaan International Hotel and Management School
- Sekolah Indonesia Den Haag

### Eindhoven
- International School Eindhoven (Primary/Secondary)

### Enschede
- International School Twente (Primary/Secondary Division)

### Groningen
- International Department of Groningse Schoolvereniging
- International School Groningen

### Hilversum
- International Primary School
- International school Hilversum

### Leiderdorp
- Elckerlyc International School - Leiderdorp

### Maastricht
- International School Maastricht
- United World College Maastricht (Primary/Secondary)

### Oegstgeest
- Het Rijnlands Lyceum Oegstgeest International School

### Ommen  (Overijssel)
- International School Eerde, in Ommen

### Rotterdam
- American International School of Rotterdam
- De Blijberg International Primary School
- Rotterdam International Secondary School
- Stichting The Japanese School of Rotterdam

### Utrecht

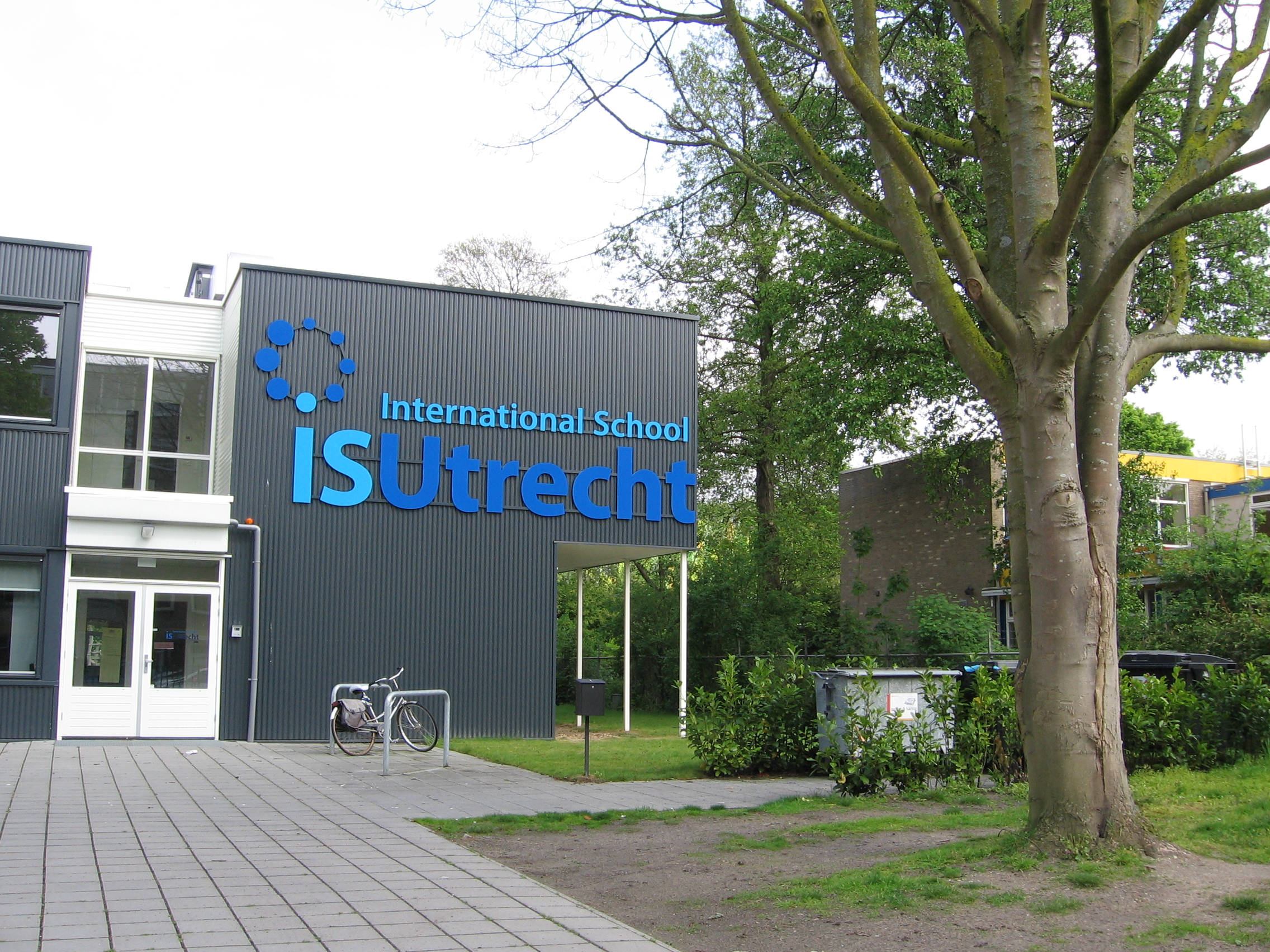
International School IS Utrecht, mei 2017.

- The International School Utrecht

### Voorschoten
- The British School in The Netherlands - Senior School

### Wassenaar
- American School of The Hague
- International School Wassenaar (Rijnlands Lyceum)
- The Indonesian School in The Netherlands

### Zwolle
- Deltion College

## Aruba
- International School of Aruba (ISA), in Oranjestad[1]

## Curaçao
- International School of Curaçao (ISC), in Emmastad (Willemstad)[2]